# Silická Brezová
Silická Brezová é um município da Eslováquia, situado no distrito de Rožňava, na região de Košice. Tem 13,37 km² de área e sua população em 2018 foi estimada em 150 habitantes.

## Demografia
| Ano:        | 1994 | 2004   | 2014    | 2024    |
| ----------- | ---- | ------ | ------- | ------- |
| Broj ljudi: | 210  | 193    | 159     | 130     |
| Razlika:    |      | -8,09% | -17,61% | -18,23% |

| Ano:               | 2023 | 2024 |
| ------------------ | ---- | ---- |
| Número de pessoas: | 130  | 130  |
| Diferença:         |      | +0%  |